# Airport Drive
Airport Drive és una població dels Estats Units a l'estat de Missouri. Segons el cens del 2000 tenia 622 habitants.

## Demografia
Segons el cens del 2000, Airport Drive tenia 622 habitants, 248 habitatges, i 176 famílies. La densitat de població era de 120,7 habitants per km².
Dels 248 habitatges en un 25,4% hi vivien nens de menys de 18 anys, en un 59,7% hi vivien parelles casades, en un 8,5% dones solteres, i en un 29% no eren unitats familiars. En el 23% dels habitatges hi vivien persones soles el 10,5% de les quals corresponia a persones de 65 anys o més que vivien soles. El nombre mitjà de persones vivint en cada habitatge era de 2,4 i el nombre mitjà de persones que vivien en cada família era de 2,82.
Per edats la població es repartia de la següent manera: un 18,3% tenia menys de 18 anys, un 10,5% entre 18 i 24, un 21,4% entre 25 i 44, un 29,1% de 45 a 60 i un 20,7% 65 anys o més.
L'edat mediana era de 45 anys. Per cada 100 dones de 18 o més anys hi havia 104 homes.
La renda mediana per habitatge era de 38.750 $ i la renda mediana per família de 42.083 $. Els homes tenien una renda mediana de 34.167 $ mentre que les dones 23.750 $. La renda per capita de la població era de 19.678 $. Entorn del 3,9% de les famílies i el 6,8% de la població estaven per davall del llindar de pobresa.

## Poblacions més properes
El següent diagrama mostra les poblacions més properes.